# Aureville
Aureville – miejscowość i gmina we Francji, w regionie Oksytania, w departamencie Górna Garonna.
Według danych na rok 1990 gminę zamieszkiwało 455 osób, a gęstość zaludnienia wynosiła 67 osób/km² (wśród 3020 gmin regionu Midi-Pireneje Aureville plasuje się na 625. miejscu pod względem liczby ludności, natomiast pod względem powierzchni na miejscu 1342.).